# قبلة مصاص الدماء
قبلة مصاص الدماء (بالإنجليزية: Vampire's Kiss)‏ هو فيلم رعب تم إنتاجه في الولايات المتحدة وصدر في سنة 1989. من بطولة نيكولاس كيج وماريا كونشيتا ألونسو وجنيفر بيلز واليزابيث اشلي.

## الميزانية والإيرادات
بلغت تكلفة إنتاج الفيلم حوالي مليوني دولار.

## وصلات خارجية
- قبلة مصاص الدماء على موقع IMDb (الإنجليزية)
- قبلة مصاص الدماء على موقع ميتاكريتيك (الإنجليزية)
- قبلة مصاص الدماء على موقع روتن توميتوز (الإنجليزية)
- قبلة مصاص الدماء على موقع نتفليكس (الإنجليزية)
- قبلة مصاص الدماء على موقع قاعدة بيانات الأفلام العربية
- قبلة مصاص الدماء على موقع ألو سيني (الفرنسية)
- قبلة مصاص الدماء على موقع Turner Classic Movies (الإنجليزية)
- قبلة مصاص الدماء على موقع أول موفي (الإنجليزية)
- قبلة مصاص الدماء على موقع بوكس أوفيس موجو (الإنجليزية)
- قبلة مصاص الدماء على موقع فيلمافينيتي (الإسبانية)